# Daphne Casorati Maugham
Daphne Casorati Maugham (Londra, 1897 – Torino, 1992) è stata una pittrice inglese, moglie di Felice Casorati.

## Biografia
Daphne Maugham nacque il 5 luglio 1897 a Londra, secondo alcuni presso l’ambasciata britannica a Parigi, ma fu registrata nel Regno Unito. Figlia di Charles Maugham, avvocato trasferitosi in Francia e fratello del futuro Lord Cancelliere del Regno Unito Frederic Maugham e dello scrittore W. Somerset Maugham, proveniva da una famiglia di elevato profilo culturale. Sua madre, Mabel "Beldy" Hardy, era una raffinata artista tessile con opere esposte al Victoria and Albert Museum di Londra e al Jeu de Paume di Parigi, e figlia del pittore vittoriano Heywood Hardy, a sua volta discendente del ritrattista Sir William Beechey.
Maugham ebbe due sorelle: Clarisse, anch'ella pittrice, e Cynthia, ballerina attiva sulla scena europea e collaboratrice di Alexander Sakharoff.
Avviata agli studi artistici a Parigi, Daphne frequentò l’Académie Ranson, dove fu allieva dei maestri nabis Paul Sérusier e Maurice Denis. Tra il 1918 e il 1921 proseguì la sua formazione all’Académie Notre-Dame des Champs sotto la guida del pittore cubista André Lhote. Durante questo periodo conobbe la pittrice Mela Muter e maturò una pittura influenzata dall’impressionismo e dal simbolismo. Debuttò in mostra nel 1914 presso la Galerie Druet di Parigi e fu ammessa nel 1921 al prestigioso Salon d’Automne.
Nel 1922 conseguì il diploma presso la Slade School of Fine Art di Londra. Tre anni più tardi si trasferì in Italia, a Torino, dove la sorella Cynthia danzava al Teatro Gualino, sostenuto dall’industriale e mecenate Riccardo Gualino. In quell’ambiente conobbe il pittore Felice Casorati, del quale divenne prima allieva e poi compagna di vita: si sposarono nel 1931 ed ebbero un figlio, Francesco, nato nel 1934.
Daphne si inserì attivamente nella scena artistica torinese e partecipò nel 1926 all'Esposizione delle vedute organizzata dalla Società di Belle Arti Antonio Fontanesi e nel 1928 alla mostra della Promotrice di Belle Arti. Nel decennio successivo espose anche all’estero, tra cui al Carnegie Institute di Pittsburgh, e in Italia alle Quadriennali di Roma e alla Biennale di Venezia, a partire dal 1928.
All’interno dello studio Casorati di via Galliari a Torino, partecipò alla formazione di un’intera generazione di giovani artisti, tra cui Paola Levi Montalcini, Nella Marchesini e Giorgina Lattes. Il sodalizio con Casorati si estese anche alla vita intellettuale: la loro abitazione divenne un punto di riferimento per artisti e intellettuali del tempo, tra cui Lionello Venturi, Giacomo Debenedetti, Mario Soldati, Carlo Levi e Giacomo Noventa.
Daphne Maugham sviluppò un linguaggio pittorico personale, fatto di delicate composizioni di interni, nature morte e ritratti, caratterizzati da una forte componente poetica, una struttura formale nitida e una tavolozza sobria. Dopo la morte di Casorati nel 1963, proseguì l’attività pittorica con continuità fino agli ultimi anni di vita.
Morì a Torino il 13 giugno 1982. Una selezione delle sue opere è oggi conservata presso la Galleria d'Arte Moderna di Torino e la Fondazione Cariplo.

## Opere principali
- Ragazza sdraiata (c. 1932), olio su tela, documentata alla Biennale di Venezia del 1932[1];
- Paesaggio a Saint Tropez (anni '50), olio su tela, collezione Sant’Agostino, Torino[2];
- La rosa bianca (c. 1955), olio su tela, Fondazione Cariplo, Milano[3];
- Donna dormiente (s.d., post 1955), olio su tela, collezione Sant’Agostino, Torino[4];
- Ponte sull'Arno (s.d., post 1955), olio su tavoletta, collezione Sant’Agostino, Torino[5].